# Planchonella vitiensis
Planchonella vitiensis là một loài thực vật có hoa trong họ Hồng xiêm. Loài này được Gillespie miêu tả khoa học đầu tiên năm 1930.